# 英寸
英寸（英語：inch，缩写为in），是英制及美制中的长度单位。1英寸等于1⁄12 英尺，亦等于1⁄36 码。按照现行国际码的定义，1英寸严格等于2.54厘米。
英吋，其中“吋”是近代新造的复音漢字（即单个漢字發两个音节，類似單位還有“哩”等），发音同“英寸”。借用中國傳統的長度單位“寸”，並加口旁以示區別。“吋”中華人民共和國已停用，中華民國發音同“寸”。

## 單位換算
1 英寸 = 2.54 厘米（cm）= 25.4 毫米（mm）
在英制，12英寸為1英尺，36英寸為1碼

## 使用
英吋在工業領域被廣泛使用，很多圖紙、名牌上使用英吋作為長度單位。顯示設備特別是電視機使用英吋來表示大小。例如40吋電視就是指電視螢幕的對角線長度為40英吋。又如3.5英吋磁片、3.5英吋硬碟、2.5英吋硬碟。
英吋也常用來表示人體的身高、三圍及鞋子的尺寸等。